# 공군지구권타격사령부
공군지구권타격사령부(Air Force Global Strike Command (AFGSC))는 루이지애나주 박스데일 공군기지에 본부를 둔 미국 공군의 주요 사령부이다. 냉전 시대에 운영한 전략공군사령부의 직계 후속 조직으로, 2009년 창설되어, 핵억제를 실현하고 통합사령관을 지원하기 위해 전략폭격기로 지구권 타격 작전을 수행한다. 

## 역사
2009년 전략공군사령부의 임무를 넘겨받았다.

## 산하 조직

### 제8공군
- 제2폭격비행단 (B-52H 스트래토포트리스) - 루이지애나주 박스데일 공군기지
  - 제11폭격비행대대
  - 제20폭격비행대대
  - 제96폭격비행대대
- 제5폭격비행단 (B-52H 스트래토포트리스) - 노스다코타주 미놋 공군 기지
  - 제23폭격비행대대
  - 제69폭격비행대대
- 제7폭격비행단 (B-1B 랜서) - 텍사스주 다이스 공군기지
  - 제9폭격비행대대
  - 제28폭격비행대대
  - 제436훈련대대 (지상부대)
- 제28폭격비행단 (B-1B 랜서) - 사우스다코타주 엘스워스 공군기지
  - 제34폭격비행대대
  - 제37폭격비행대대
- 제509폭격비행단 (B-2A 스피릿) - 미조리주 화이트맨 공군기지
  - 제13폭격비행대대
  - 제393폭격비행대대
  - 제394전투훈련비행대대
- 제595지휘통제비행전대 - 네브라스카주 오펏 공군 기지
  - 제1공수지휘통제비행대대 - 보잉 E-4B
  - 제625전략작전대대 - 오펏 공군 기지
- 제608항공작전센터 - 박스데일 공군기지

### 제20공군

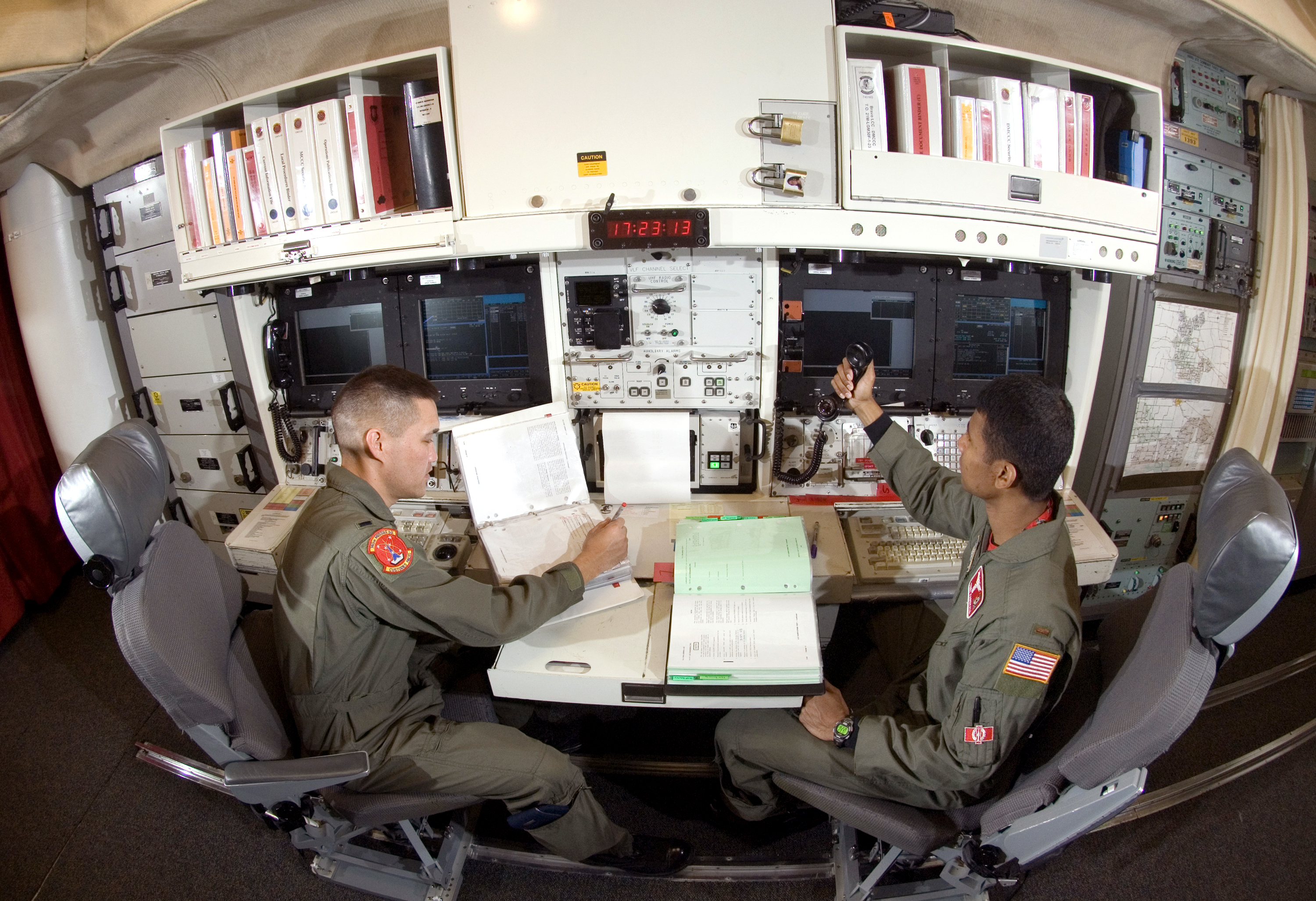
20공군의 ICBM 발사통제실. 24시간 운용된다.

- 제90미사일단 - 와이오밍주 프랜시스 E. 워렌 공군기지
  - 제319미사일대대
  - 제320미사일대대
  - 제321미사일대대
- 제91미사일단 - 노스다코타주 미놋 공군기지
  - 제740미사일대대
  - 제741미사일대대
  - 제742미사일대대
- 제341미사일단 - 몬타나주 맘스트롬 공군기지
  - 제10미사일대대
  - 제12미사일대대
  - 제490미사일대대
- 제377항공기지단 - 뉴멕시코주 커틀랜드 공군기지
- 제576비행시험대대 - 캘리포니아주 반덴버그 공군기지
- 제582헬리콥터전대 - 와이오밍주 프랜시스 E. 워렌 공군기지
- 제620지상전투훈련대대 - 와이오밍주 캠프 건지

### 공군 예비군
- 공군예비군사령부
  - 제307폭격비행단 - 박스데일 공군기지
    - 제307작전전대 - 박스데일 공군기지
      - 제93폭격비행대대 - B-52H 스트래토포트리스
      - 제343폭격비행대대 - B-52H 스트래토포트리스

    - 제489폭격비행전대 - 다이스 공군기지
      - 제345폭격비행대대 - B-1B 랜서

- 미주리 공군 국가방위대
  - 제131폭격비행단 - 화이트맨 공군기지
    - 제131작전전대 -화이트먼 공군기지
      - 제110폭격비행대대 - B-2A 스피릿

### 그 외 부대
- 항공작전전대 - 메사추시츠주 오티스 국가방위대 공군기지
- USAF NC3(→핵 지휘, 통제 및 통신)센터 - 박스데일 공군기지

## 기록

### 계보
- 1944년 12월 13일, Continental Air Forces→대륙 공군으로 창설됨.

1944년 12월 15일 활동 개시.
1946년 3월 21일, Strategic Air Command→전략공군사령부로 재편성됨.
1992년 6월 1일, 활동 중지.
- 2009년 8월 7일, Air Force Global Strike Command→공군 지구권 타격사령부로 재편성 및 활동 개시.

### 소속
- 미국 육군 항공대; 1944년 12월 15일
- 미국 공군; 1947년 9월 26일

### 기지
- 워싱터 D.C.; 1944년 12월 15일
- 컬럼비아특별지구 볼링 공군기지; 1946년
- 메릴랜드주 앤드루스 공군기지; 1946년 10월 21일
- 네브라스카주 오펏 공군기지; 1948년 11월 9일
- 루이지애나주 박스데일 공군기지; 2009년 8월 7일

### 운용 장비
- 항공기
  - 노스럽 그러먼 B-2 스피릿; 2009년 ~ 현재
  - 보잉 B-52H 스트래토포트리스; 2009년 ~ 현재
  - 벨 UH-1N 트윈 휴이; 2009년 ~ 현재
  - 록웰 B-1B 랜서 (2015 ~ 현재
  - 보잉 E-4B (2016 ~ 현재
  - 보잉 MH-139A 그레이 울프; 2019 ~ 현재
- 미사일
  - LGM-30G 미니트맨 III; 2009년 ~ 현재

## 같이 보기
- 핵무기 3각 체계
- 핵무기 보유국
- 미국 함대전력사령부, 미국 해군